# Frans Langhemans
Frans Langhemans (Mechelen, 1661 - 1720) was een Mechels beeldhouwer.
Enkele van zijn belangrijkste werken:
- 1680 – Sint-Romboutskathedraal, Mechelen: Natuurstenen sculptuur 'H. Libertus', op een console met epitaafopschrift, opgericht door de familie De Coriache.

- 1690 – Kerk Onze-Lieve-Vrouw-over-de-Dijlekerk, Mechelen: « Meubilair: houten barokhoogaltaar door J.F. Boeckstuyns, Frans Langhemans en L. van der Meulen ».

- 1701 – Hoogaltaar van de abdijkerk Grimbergen, met beelden van de heiligen Petrus en Paulus in zijnissen; zijvleugels met beelden van de heiligen Augustinus en Norbertus. Opgericht onder de prelaat Herman de Munck.  Wordt toegeschreven aan Frans Langhemans. Het onderstel bevat aan elke zijde een deur die toegang verleent tot de achterkant van het altaar. In het midden is het schilderij "de hemelvaart van Maria" te zien. De zijnissen bevatten beelden van de H. Petrus en de H. Paulus. Op de zijvleugels staan de beelden van de H. Augustinus en de H. Norbertus.

- 1701 – Sint-Romboutskathedraal, Mechelen: Natuurstenen sculptuur, 'H. Maria Magdalena' door Frans Langhemans, op console met epitaafopschrift, opgericht door de familie Van den Zijpe.

- 1718 – Veemarkt, Mechelen: 'Fontein van Neptunus', een monumentale stadspomp met een sokkel naar een ontwerp van  G. Van Buscom (eind 18de eeuw), inmiddels vernieuwd; met Neptunusbeeld (zogenaamde 'Vadderik', luiaard) door Frans Langhemans.

- RKD-Nederlands Instituut voor Kunstgeschiedenis: 428090
- Union List of Artist Names: 500329782
- Virtual International Authority File: 309813352